# کارتل د سانتا
کارتل د سانتا گروه رپ مکزیکی از سانتا کاتارینا، نووو لئون، مکزیک است که توسط هکتور مونتانیو و رونالدو سیفوئنتس تأسیس شد. این گروه در سال ۱۹۹۹ به عنوان بخشی از جنبش موسیقی Avanzada Regia و Artilleria Pesada شروع به فعالیت کرد. از آنها به عنوان یکی از برجسته‌ترین گروه‌های هیپ هاپ مکزیکی یاد می‌شود.

## جنجال
در آوریل ۲۰۰۷، ام سی بابو خود را به مقامات پلیس مکزیک تسلیم کرد و ادعا کرد که به‌طور تصادفی به یکی از اعضای گروهش شلیک کرده و کشته‌است. در ژانویه ۲۰۰۸، بابو پس از ۹ ماه حبس، پس از پرداخت وثیقه حدود ۱۳۰۰۰۰ پزو از زندان آزاد شد.
در ماه مه ۲۰۱۸، عکس‌های برهنه ام سی بابو در اینترنت منتشر شد.